# Ambulyx japonica
Ambulyx japonica är en fjärilsart som beskrevs av Rothschild 1894. Ambulyx japonica ingår i släktet Ambulyx och familjen svärmare. Inga underarter finns listade i Catalogue of Life.

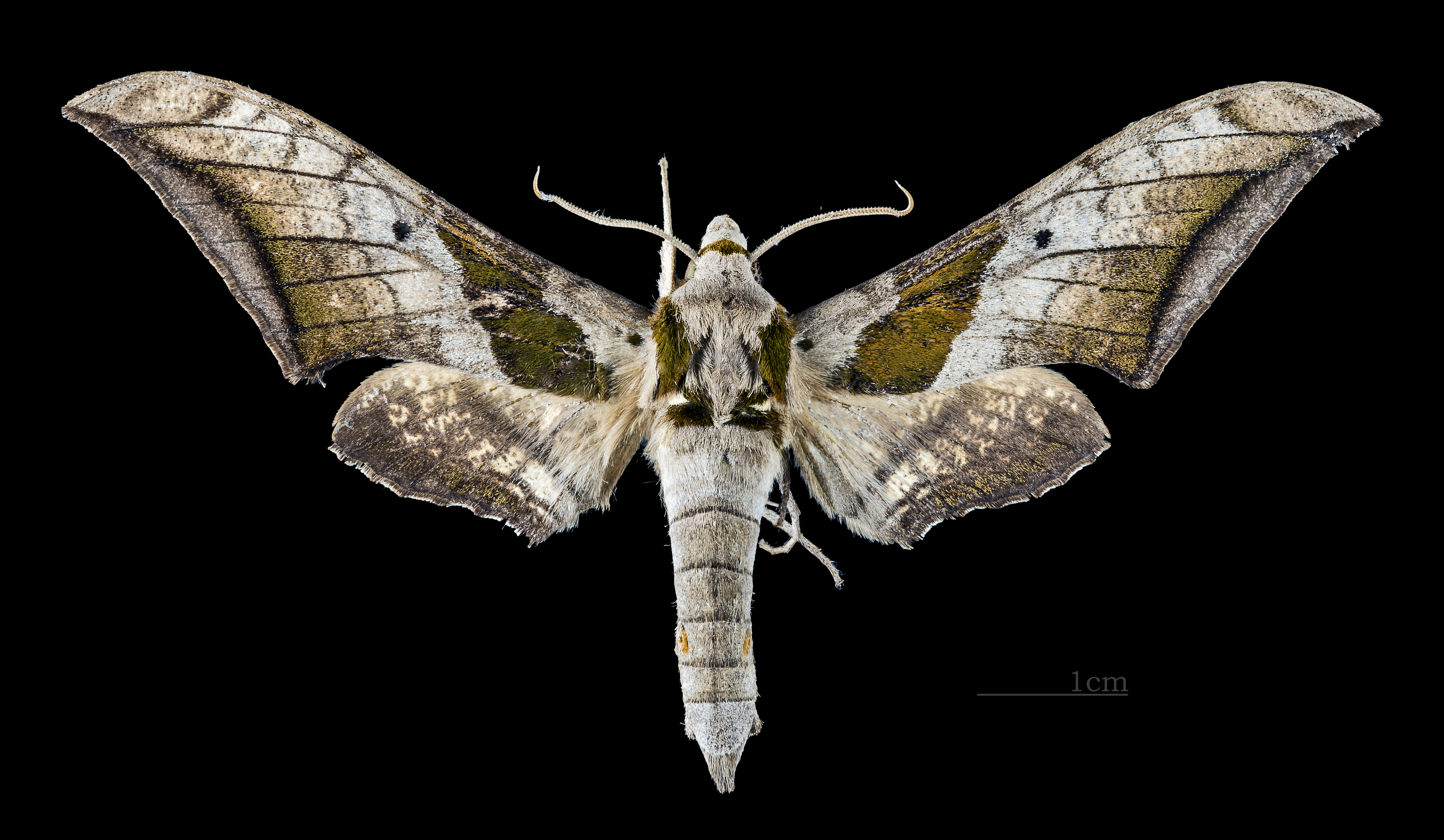
Ambulyx japonica japonica
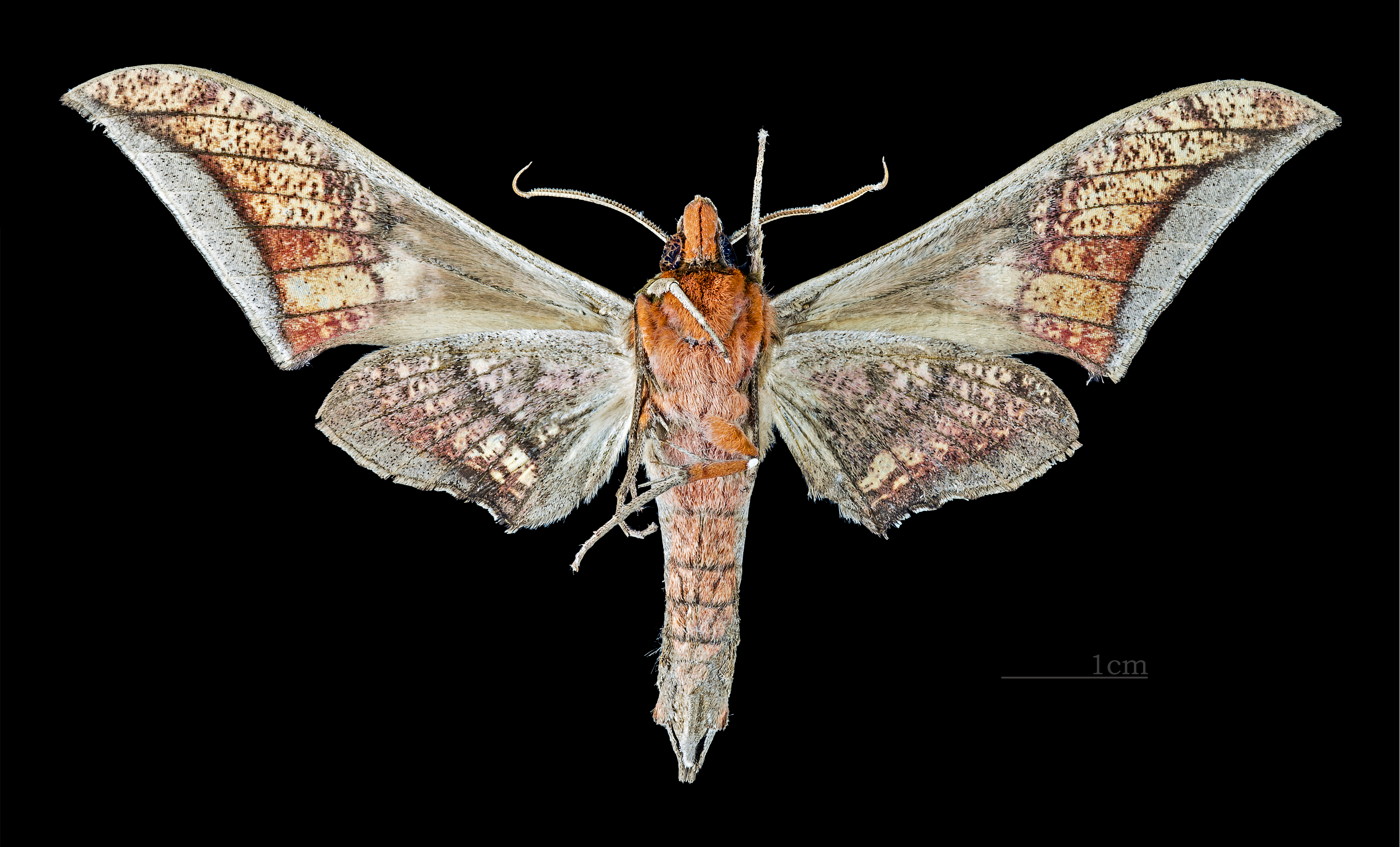
Ambulyx japonica japonica △

## Lista över underarter
- Ambulyx japonica japonica
- Ambulyx japonica angustifasciata (Okano, 1959)
- Ambulyx japonica koreana Inoue, 1993

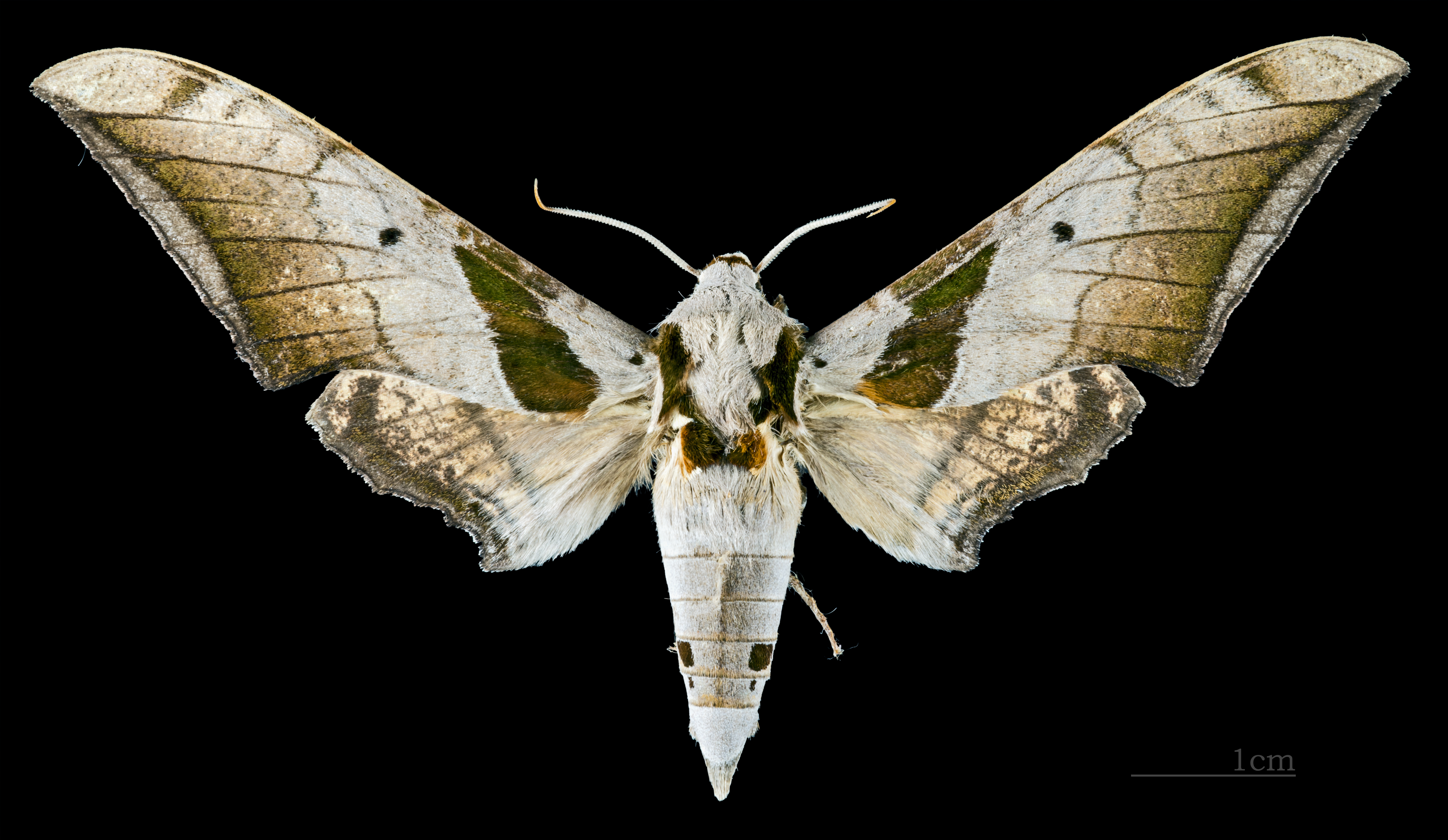
Ambulyx japonica angustifasciata
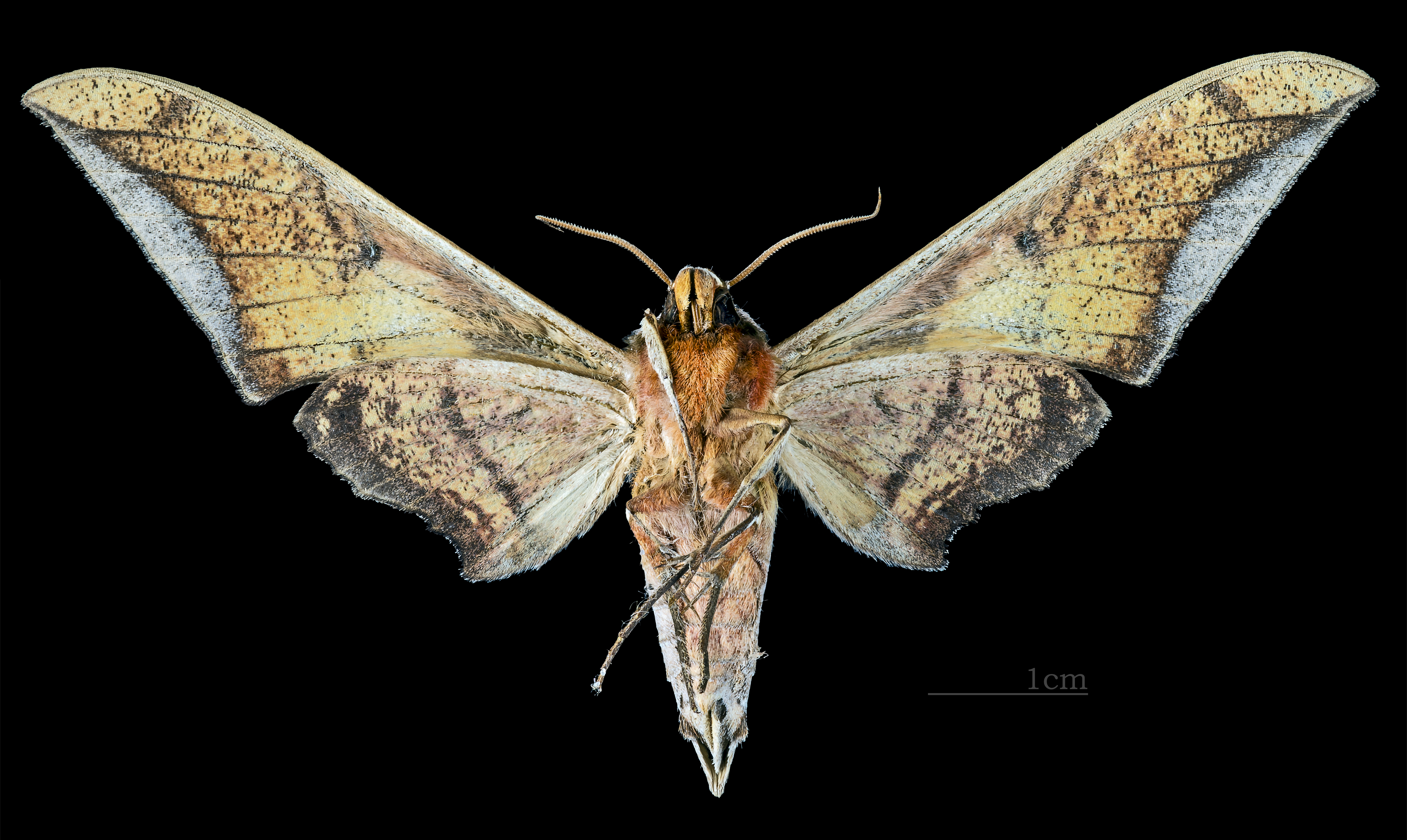
Ambulyx japonica angustifasciata  △